# Baldovino di Exeter
Baldovino di Exeter (Exeter, 1125 circa – Acri, 19 novembre 1190) è stato un abate e arcivescovo cattolico inglese.

## Biografia
Figlio di un uomo di chiesa, studiò diritto canonico e teologia presso l'Università di Bologna. Fu tutore del nipote di papa Eugenio III, prima di tornare in patria e servire come vescovo di Exeter. Divenne monaco cistercense, eletto abate del monastero, e successivamente vescovo di Worcester.
Prima di raggiungere tale carica, scrisse diversi sermoni ed opere teologiche, alcune delle quali sono arrivate fino a noi. In qualità di vescovo, Baldovino catturò l'attenzione di Enrico II d'Inghilterra che lo nominò arcivescovo. In quelle vesti discusse con i propri canonici circa la fondazione di una chiesa e ne seguì l'imprigionamento dei canonici stessi nel convento per circa un anno. Baldovino passò anche diverso tempo nel Galles con Giraldus Cambrensis in cerca di fondi per finanziare la terza crociata. Con l'ascesa al trono di Riccardo I d'Inghilterra Baldovino fu spedito in Terra santa, dove venne coinvolto nel conflittuale quadro politico del Regno di Gerusalemme. Fu in quella terra straniera che Baldovino morì, e le sue dispute con i canonici condussero alcuni storici ecclesiastici a definirlo più dannoso per la Cristianità del Saladino.

### Il figlio dell'Arcidiacono che divenne Vescovo
Baldovino nacque a Exeter attorno al 1125 da Hugh d'Eu, arcidiacono di Totnes, e da una donna dal nome ignoto che in seguito divenne suora. È possibile attorno al 1150 abbia studiato presso l'Università di Bologna insieme al futuro papa Urbano III.
Nel 1151 papa Eugenio III lo nominò tutore del nipote. È probabile che dal 1155 Baldovino sia ritornato in Inghilterra dove abitò presso la casa di Robert di Chichester (morto circa nel 1160), vescovo di Exeter. Baldovino attrasse quindi l'attenzione del suo successore, Bartholomew Iscanus, che, attorno al 1161, lo nominò arcidiacono di Totnes, a seguito della morte del padre di Baldovino. Durante questo periodo fu riconosciuto come esperto in Diritto canonico. Ricevette diverse lettere da John di Salisbury, in cui questi si lamentava della condotta di Baldovino tenuta durante la Disputa su Becket, accusandolo di non aver sostenuto a sufficienza l'arcivescovo di Canterbury Thomas Becket nella sua disputa con il sovrano, esortandolo ad influenzare i vescovi perché dessero il loro pieno appoggio all'arcivescovo e invitandoli a non scrivere nulla contro di lui.

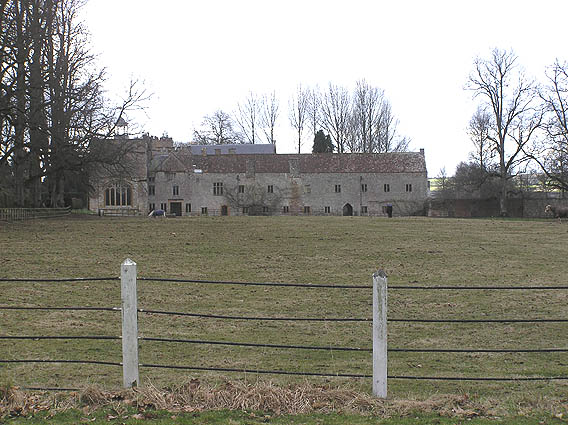
Abbazia di Forde

Altre lettere di John trattano di Roger di Worcester (Tours 9 agosto 1179) il cui contenuto, probabilmente era negativo su Becket, ma il cui intento sembrava dare allo stesso Becket un avvertimento circa la condotta di Roger per mano di Baldovino. Anche nel 1169 la vita dell'arcivescovo sfiorò quella di Baldovino, quando si oppose alla scomunica di alcuni nobili e chierici che si opponevano alla sua causa, voluta da Thomas stesso.
L'obiezione di Baldovino non era sull'azione in sé, ma sul fatto che gli interessati non erano stati informati sul fatto che tale azione stava prendendo corpo. Nel 1170 Baldovino divenne un monaco dell'ordine dei cistercensi e nominato abate del Monastero di Forde. Nel 1175 mediò nella controversia fra l'Abbazia di Malmesbury e Josceline de Bohon (1111 - circa 1184), vescovo di Salisbury. Nel 1178 fu raccomandato presso papa Alessandro III affinché ricevesse la porpora cardinalizia, ma tale raccomandazione non ebbe effetto. Il 10 agosto 1180 divenne vescovo di Worcester e fu lì che attirò l'attenzione di Enrico II d'Inghilterra. Qui si interrompe la sua produzione scritta, benché lo scrittore medievale Walter Map (1140-circa 1208 o 1210) sostenga che Baldovino scrisse opere anche dopo la sua elezione a vescovo, non ve n'è traccia, se non ad eccezione di qualche sermone.

### L'Arcivescovo di Enrico e Riccardo

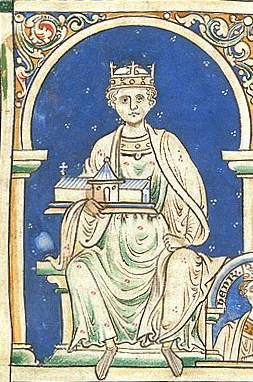
Enrico II d'Inghilterra

Nel dicembre 1184 venne trasferito dalla diocesi di Worcester a quella di Canterbury, dopo che Enrico II aveva lasciato intendere che in quella sede non avrebbe voluto altri che lui, tanto più che l'altro pretendente Richard di Dover era morto nell'aprile 1184. I canonici della cattedrale di Canterbury candidarono tre religiosi: Odo, che fu priore e poi abate di Battle, Peter de Leia, un cluniacense, vescovo di Saint David's e Teobaldo, abate di Cluny, ma nessuno di loro per i vescovi inglesi era adeguato, per cui alla fine scelsero l'uomo del re: Baldovino. Ricevette il Pallio da papa Lucio III, nel 1185 fu anche nominato legato papale, anche se la sua autorità non si estendeva sull'Arcidiocesi di York.
Durante il suo episcopato discusse lungamente con i canonici della Cattedrale di Canterbury che lamentavano il suo stretto controllo e dubitavano della liceità della sua elezione. Dal canto suo Baldovino disapprovava lo stile lussuoso e lussurioso in cui vivevano, e riteneva che stessero speculando troppo sul defunto Thomas Becket. La disputa degenerò quando Baldovino privò i canonici della rendita proveniente da alcune delle loro proprietà, in più propose di dedicare una chiesa a Becket, a Canterbury, ponendola però nelle mani dei diaconi invece che dei chierici.
In questa mossa i canonici del Capitolo videro un chiaro tentativo di minare il loro predominio sul clero secolare, costituito per lo più dai diaconi. Non è chiaro se Baldovino avesse davvero l'intenzione di indebolire i canonici a tal punto, ma le fonti sono chiare circa l'appoggio degli altri vescovi. Baldovino cercò il consiglio di Ugo di Lincoln che gli consigliò di lasciar perdere, per evitare di causare guai ad entrambe le parti. In ogni caso la controversia fu lunga, e i monaci finirono per essere imprigionati entro le loro stesse mura, dal gennaio 1188 all'agosto 1189.
La conseguenza più avidente fu la sospensione della liturgia, e pian piano in Europa ogni grande ordine monastico o diocesi fu costretta a prendere le parti o dell'uno o dell'altro. Intanto nel 1188 Baldovino era stato chiamato da Enrico II perché raccogliesse del denaro per la terza crociata, che nasceva a seguito dell'Assedio di Gerusalemme del 1187 ad opera del Saladino. Tali finanziamenti vennero raccolti attraverso una tassa che prevedeva il prelievo di un decimo di ogni entrata o proprietà di coloro che giuravano che non sarebbero mai partiti per la Crociata. Conosciuta come la Decima del Saladino, era la tassa più ingente mai raccolta fino a quel momento in Inghilterra. Essendo la tassa una decima, venne raccolta più dalle diocesi che non dalle istituzioni laiche, e soprattutto Baldovino venne biasimato per la sua asprezza. Questo non gli impedì di andare in Normandia nel mese di febbraio insieme al re e al suo consigliere Peter di Blois.
Nel 1188 Baldovino fece anche voto di combattere nella terza crociata insieme al re ed altri feudatari. L'11 febbraio 1188 iniziò una campagna per reclutare soldati e personale di supporto per la Crociata stessa. Nel mese di aprile si recò in Galles per raccogliere altro sostegno e obbligò i propri servitori e discepoli correre su e giù per le colline, allo scopo di allenarsi per il lungo viaggio verso la Terra santa. Inoltre passò buona parte dell'anno in Galles insieme a Giraldus Cambrensis, con il quale reclutò circa 3.000 uomini, anche se non ben identificate fonti storiche affermassero che si fosse imbarcato in tale viaggio solo per sfuggire alle contese con i propri canonici.
Uno degli effetti di tale missione fu l'implicita affermazione del potere di Enrico II su una parte del suo regno che si era sempre dimostrata alquanto indocile. Anche Baldovino espresse la propria autorità sopra i vescovi gallesi quando decise di celebrare una Messa in ogni cattedrale gallese, tanto che fu il primo arcivescovo a celebrarle entro le mura della Cattedrale di St Asaph, scomunicando l'unico nobile che si era rifiutato di apparire di fronte a lui: Owain Cyfeiliog (1130 circa-1197). Baldovino fu a fianco di Enrico poco prima della sua morte, quando questi cercò di negoziare una tregua con il figlio Riccardo I d'Inghilterra che si era ribellato contro di lui. Dopo la morte del re, suo padre, Riccardo I d'Inghilterra chiese ed ottenne il perdono per il proprio peccato di disobbedienza da Baldovino e da Gautier de Coutances, arcivescovo di Rouen.
I due arcivescovi furono al fianco del nuovo re quando venne investito del Ducato di Normandia il 20 luglio 1189 a Rouen. Il 13 settembre dello stesso anno fu Baldovino ad incoronare Riccardo nella Cattedrale di Westminster, la prima di cui si abbiano notizie dettagliate. Con l'ascesa di Riccardo i canonici di Canterbury si rivolsero a lui per risolvere l'annosa disputa che avevano con il loro arcivescovo, e nel mese di novembre, il re, insieme alla madre Eleonora di Aquitania, si recò a Canterbury per risolvere il contenzioso prima che venisse coinvolto il papato. Alla fine Riccardo consigliò a Baldovino di lasciare perdere i suoi progetti circa la costruzione della nuova chiesa e di licenziare il priore Roger Norreis (morto tra il 1223 e il 1225), considerato un incapace.
Subito dopo il sovrano partì per la Crociata e Baldovino disse che la chiesa l'avrebbe fatta costruire a Lambeth e poi partì per raggiungere il re. Nell'agosto del 1189 Baldovino si scontrò con il fratello di Riccardo, Giovanni Senza Terra, perché disapprovava il suo matrimonio con Isabella di Gloucester per via della loro consanguineità. Giovanni disse che avrebbe chiesto la dispensa papale, cosa che non fece mai. Baldovino in risposta confiscò le terre di Giovanni tramite l'interdetto, ma il Papa dichiarò legali le nozze. Riccardo, dal canto suo, ridiede all'arcivescovado di Canterbury il potere di battere moneta

### Il viaggio in Terra Santa

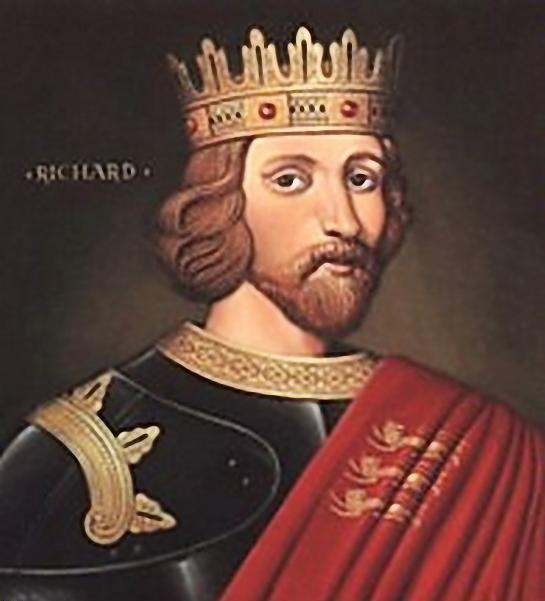
Riccardo I d'Inghilterra

Nell'aprile del 1190 Baldovino raggiunse Riccardo alla Crociata, e il 5 agosto 1190, insieme all'avanguardia inglese si imbarcò a Marsiglia con Hubert Walter e Ranulf de Glanvil per raggiungere la Siria. Baldovino aveva delegato l'adempimento dei propri doveri, spirituali e temporali, a Gilbert Glanvill (morto 24 giugno 1214) vescovo di Rochester, ma affidò tutte le autorità arcivescovili a Richard FitzNeal (1130 circa-10 settembre 1198), vescovo di Londra. Baldovino continuò in qualche modo ad occuparsi degli affari ecclesiastici, trattando, ad esempio con Hugh Nonant, vescovo di Coventry, sospeso nel mese di marzo perché deteneva uffici secolari come quello di sceriffo. Infine scrisse a Fitzneal che Nonat rinunciava a tali incarichi.
Baldovino arrivò a Tiro il 16 settembre 1190, mentre Riccardo non arrivò in Siria che l'anno successivo. Non è chiaro il motivo di questo ritardo, forse Baldovino doveva stare attento agli interessi del re mentre questi percorreva una strada più comoda, o forse doveva liberarsi di un qualche membro dell'entourage reale o di qualcuno vicino a Glanvill e di cui Riccardo non si fidava.
Baldovino non era particolarmente vicino a Gilbert Glanvill, quindi, è più probabile che dovesse sorvegliare che gli affari del re fossero ben amministrati. Un'altra ipotesi è che si dovessero portare al Regno di Gerusalemme aiuti quanto più presto si poteva, essendo giunta la notizia che Federico Barbarossa era morto nel giugno 1190 mentre giungeva in Terra santa.Quando Baldovino arrivò ad Acri il 12 ottobre 1190 l'esercito musulmano era assediato dai franchi, sotto il comando di Guido di Lusignano, che si era recato in quella città assieme alla moglie Sibilla di Gerusalemme, a loro volta assediati dal Saladino.
Al suo arrivo a Gerusalemme, Baldovino si rese conto che il Regno era immerso in una crisi profonda. Sibilla, cugina del defunto Enrico II d'Inghilterra era morta nel luglio del 1190, insieme a due delle figlie a causa di un'epidemia che aveva devastato il loro accampamento. Questi eventi avevano lasciato Guido di Lusignano senza un autentico vincolo legale che lo autorizzasse a proclamarsi sovrano del Regno di Gerusalemme, poiché era asceso al trono solo in virtù del suo matrimonio.
L'erede legale sembrava essere la sorellastra della defunta, Isabella di Gerusalemme sposata a Umfredo IV di Toron, a sua volta fedele a Guido di Lusignano, ma questi non nutriva particolari ambizioni a diventare sovrano del regno di Gerusalemme. Altro candidato era Corrado del Monferrato, zio di Baldovino V di Gerusalemme, ultimo re dal titolo incontrastato. Corrado aveva salvato il Regno dalla distruzione, conducendo con successo l'Assedio di Tiro e aveva anche il supporto della madre di Isabella, Maria Comnena e il marito di lei, Baliano di Ibelin. Maria e Baliano rapirono Isabella sottraendola al marito e la forzarono ad annullare il suo matrimonio per costringerla a sposare Corrado. In questo modo, grazie al maggior numero di titoli acquisiti, lo stesso Corrado avrebbe potuto reclamare il trono.
Baldovino sposò la causa di Guido, ma Corrado aveva l'appoggio di ben tre ecclesiastici: dell'arcivescovo di Pisa Ubaldo Lanfranchi, Philip di Dreux (1158-1217), vescovo di Beauvais, ed Eraclio di Cesarea, patriarca di Gerusalemme. Il matrimonio di Isabella fu forzatamente annullato e Baldovino provò a minacciare di scomunica tutti coloro che erano coinvolti nella vicenda, ma la morte lo colse il 19 novembre 1190. Secondo le sue volontà il comando passò a Hubert Walter, che pagò il salario agli uomini di Baldovino vendendo le sue proprietà e donando il resto ai poveri.

## Genealogia episcopale e successione apostolica
La genealogia episcopale è:
- Papa Lucio III
- Papa Alessandro III
- Arcivescovo Richard of Dover
- Arcivescovo Baldwin of Forde

La successione apostolica è:
- Vescovo Gilbert Glanville (1185)
- Vescovo William Saltmarsh (1186)
- Vescovo William de Vere (1186)
- Vescovo Reiner (1186)
- Vescovo Hugh of Lincoln, O.Cart. (1186)
- Vescovo William of Northall (1186)
- Vescovo John Fitzduke (1186)
- Vescovo Hugh Nonant (1188)
- Arcivescovo Hubert Walter (1189)
- Vescovo Godfrey de Lucy (1189)
- Vescovo William de Longchamp (1189)
- Vescovo Richard FitzNeal (1189)